# Julio Carrasco
Julio Guillermo Carrasco Pirard (Santiago de Chile, 5 de diciembre de 1945) es un músico chileno conocido por ser, junto con Julio Numhauser, el fundador de la banda Quilapayún, en 1965. Ambos se retiraron de la banda tempranamente, Numhauser en 1967 y Carrasco en 1968, dejando el legado en manos de Eduardo Carrasco, el hermano de Julio, quien fue integrado al grupo el mismo año de su creación.

## Biografía
Hijo de Guillermo Carrasco Santander y María Isabel Pirard García.
Durante los primeros años de Quilapayún, Julio se relacionó activamente con Ángel Parra, quien fue el primer director musical de la banda, y más tarde con Víctor Jara, quien asumiría este mismo rol en sus primeros álbumes.
Durante el período de actividad de Carrasco en Quilapayún, se integraron los músicos Patricio Castillo, Carlos Quezada, Pedro Ávalos, Willy Oddó, Hernán Gómez y Rodolfo Parada. De todos ellos, sólo Ávalos y Oddó (este último fallecido en 1991) no continuaron participando de la banda luego de la década de 2010.

## Discografía
En Quilapayún
- 1967 - Quilapayún
- 1967 - Canciones folclóricas de América
- 1968 - X Vietnam